# Fon (taal)

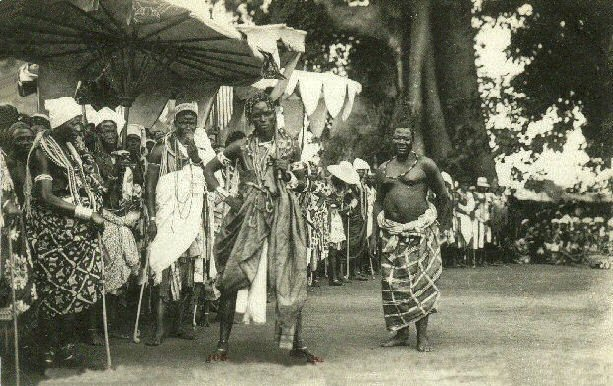
Dans van Fon-hoofden in 1908

Fon (inheemse naam Fongbe, uitgesproken als [fɔ̃̄ɡ͡bè]) is een taal binnen de Gbe-cluster en behoort tot de Kwa-onderfamilie van de Niger-Congo talen. Fon wordt gesproken in Benin en Togo door ongeveer 1,7 miljoen mensen. Zoals de andere Gbe-talen is het Fon een taal die de SVO-volgorde hanteert: subject, verbum, object (onderwerp – werkwoord – lijdend voorwerp).

## Fonologie
Het Fon heeft zeven orale en zeven nasale klinkers als fonemen.
|                      | Voorste klinker | Centrale klinker | Achterste klinker |
| -------------------- | --------------- | ---------------- | ----------------- |
| Gesloten klinker     | [i] [ĩ]         |                  | [u] [ũ]           |
| Halfgesloten klinker | [e] [ẽ]         |                  | [o] [õ]           |
| Halfopen klinker     | [ɛ] [ɛ̃]         |                  | [ɔ] [ɔ̃]           |
| Open klinker         |                 | [a] [ã]          |                   |

De fonemen /ẽ/ en /õ/ worden uitgesproken als respectievelijk [ɛ̃] en [ɔ̃].